# 西川浄水場 (山形県)
西川浄水場（にしかわじょうすいじょう）は、山形県西村山郡西川町大字吉川にある浄水場。山形県企業局が所轄する村山広域水道の浄水場で、6市6町に水道を供給している。寒河江ダムの下流に位置し、一級河川寒河江川を水源として取水堰堤により取水する。

## 沿革
- 1983年（昭和58年）度 - 西川浄水場の稼働開始[2]。
- 1984年（昭和59年）7月 - 村山広域水道の一部給水開始[1]。
- 1990年（平成2年）11月2日 - 寒河江ダムが完成、運用を開始[3]。
- 1991年（平成3年）4月 - 村山広域水道の本格給水開始[1]。
- 2013年（平成25年）7月18日 - 山形県内で記録的な豪雨となり、寒河江川の濁りが原因で村山広域水道域12市町村のうち6市町村が断水（「#断水」節で後述）。また豪雨に伴い浄水場裏の山形県道26号寒河江西川線で土砂崩れが発生[4]。

## 断水
2013年（平成25年）7月18日に山形県内で記録的な豪雨を記録し、取水している寒河江川の濁りが浄水場の処理能力を超過したため村山広域水道範囲12市町村のうち6市町が断水となった。寒河江川が清流ということもあり西川浄水場が処理できる濁りの度合い（以下、濁度）は通常100度程度に設定されていたが、豪雨に伴い22日には濁度が最大1,060度（通常の10倍以上）に達していた。
18日の豪雨以降一部地域では送水が復活したものの22日に再び強い雨が降り再度給水を停止、完全復旧までに最大45,000世帯が断水し、天童市では7月19日から長期間の断水が続いた。各自治体は給水車を出動させるなどして対応することとなった。完全復旧の目途がわからない状況下であったが、地域ごとに徐々に復旧。独自水源がある山形市分を他の市町に振り分けるなどの対応もあり、7月26日夜には全域で断水は解消された。
一方で独自水源がある西川町や山形市などでは被害を免れるか軽微な被害に留まり、特に西川町では独自の水源や浄水設備が多く西川浄水場への依存度が比較的低かったことから、同町大井沢地区が28時間断水しただけに留まった。